# コルダ (セネガル)
コルダ（フランス語: Kolda）は、セネガルの都市である。コルダ州の州都であり、コルダ県の県都である。歴史的地域名では上カザマンス（オートカザマンス、フランス語:  Haute-Casamance）に位置する。

## 地理
カザマンス川のほとりにあり、市内中心地は川の右岸（北側）にある。

## 交通

### 空港
- コルダ・ノース空港（英語版）

### 道路
- 国道6号線 (セネガル)（英語版）